# Pazinska jama
Pazinska jama – jaskinia krasowa typu fojba w Chorwacji na półwyspie Istria, w pobliżu miasta Pazin.